# Saison 8 d'Entourage
Chronologie
Saison 7 film
Cet article présente le guide des épisodes de la huitième saison de la série télévisée Entourage.

## Distribution de la saison

### Invités
- Johnny Galecki : lui-même[1] (épisodes 1, 6 et 7)
- Andrew Dice Clay (en) : lui-même[2] (épisodes 1 à 6)
- Alice Eve : Sophia[3] (épisodes 5 à 8)

## Épisodes

### Épisode 1:Bon retour à la maison
- États-Unis : 24 juillet 2011[4]

- Emmanuelle Chriqui (Sloan McQuewick)
- Scott Caan (Scott Lavin)
- Rhys Coiro (Billy Walsh)
- Jonathan Keltz (Jake Steinberg)
- Lucas Ellin (Jonah Gold)
- Elaine Tan (Tammy)
- Nora Dunn (Dr Marcus)
- Andrew Dice Clay (lui-même)
- Johnny Galecki (lui-même)
- Branden Williams (lui-même)

### Épisode 2:Se dire adieu
- États-Unis : 31 juillet 2011

- Emmanuelle Chriqui (Sloan McQuewick)
- Scott Caan (Scott Lavin)
- Rhys Coiro (Billy Walsh)
- Jonathan Keltz (Jake Steinberg)
- William Fichtner (Phil Yagoda)
- Illeana Douglas (Marcie)
- Génesis Rodríguez (Sarah)
- Christian Slater (lui-même)
- Andrew Dice Clay (lui-même)

### Épisode 3:Un dernier coup
- États-Unis : 7 août 2011

- Scott Caan (Scott Lavin)
- Rhys Coiro (Billy Walsh)
- Kim Coates (Carl Ertz)
- Constance Zimmer (Dana Gordon)
- Miguel Sandoval (Carlos)
- Mark Cuban (lui-même)
- William Fichtner (Phil Yagoda)
- Jamie Kennedy (lui-même)
- Andrew Dice Clay (lui-même)

### Épisode 4:Bénis des dieux
- États-Unis : 14 août 2011

- Scott Caan (Scott Lavin)
- Rhys Coiro (Billy Walsh)
- Nora Dunn (Dr Marcus)
- Rob Morrow (Jim Lefkowitz)
- Constance Zimmer (Dana Gordon)
- Bobby Flay (lui-même)
- Debi Mazar (Shauna Roberts)

### Épisode 5:Conflit d'intérêt
- États-Unis : 21 août 2011

- Emmanuelle Chriqui (Sloan McQuewick)
- Scott Caan (Scott Lavin)
- Rhys Coiro (Billy Walsh)
- Cassidy Lehrman (Sarah Gold)
- Constance Zimmer (Dana Gordon)
- Beverly D'Angelo (Barbara Miller)
- Alice Eve (Sophia)
- Melinda Clarke (elle-même)
- William Fichtner (Phil Yagoda)
- Jamie Kennedy (lui-même)
- Andrew Dice Clay (lui-même)
- Debi Mazar (Shauna Roberts)
- Lucas Ellin (Jonah Gold)

### Épisode 6:LeBig Bang
- États-Unis : 28 août 2011

- Scott Caan (Scott Lavin)
- Rhys Coiro (Billy Walsh)
- Sonny Marinelli (John DeLuca)
- Janet Montgomery (Jennie)
- Cameron Richardson (Lindsay)
- Rob Morrow (Jim Lefkowitz)
- Beverly D'Angelo (Barbara Miller)
- Bobby Flay (lui-même)
- David Spade (lui-même)
- Melinda Clarke (elle-même)
- Alice Eve (Sophia)
- William Fichtner (Phil Yagoda)
- Andrew Dice Clay (lui-même)
- Debi Mazar (Shauna Roberts)

### Épisode 7:La Dernière Ligne droite
- États-Unis : 4 septembre 2011

- Emmanuelle Chriqui (Sloan McQuewick)
- Scott Caan (Scott Lavin)
- Sonny Marinelli (John DeLuca)
- Constance Zimmer (Dana Gordon)
- Johnny Galecki (lui-même)
- Alice Eve (Sophia)
- William Fichtner (Phil Yagoda)
- Melinda Clarke (elle-même)
- Mark Cuban (lui-même)
- Amar'e Stoudemire (lui-même)
- Michael Strahan (lui-même)
- Mark Teixeira (lui-même)
- Alex Rodriguez (lui-même)
- K.D. Aubert (une ex de Vince)

### Épisode 8:La Fin
- États-Unis : 11 septembre 2011

- Emmanuelle Chriqui (Sloan McQuewick)
- Scott Caan (Scott Lavin)
- Rhys Coiro (Billy Walsh)
- Nora Dunn (Dr Marcus)
- Cassidy Lehrman (Sarah Gold)
- Beverly D'Angelo (Barbara Miller)
- Alan Dale (John Ellis)
- Rachel Zoe (elle-même)
- Alice Eve (Sophia)
- Malcolm McDowell (Terrance McQuewick)
- Mike Ditka (lui-même)